# 保安道

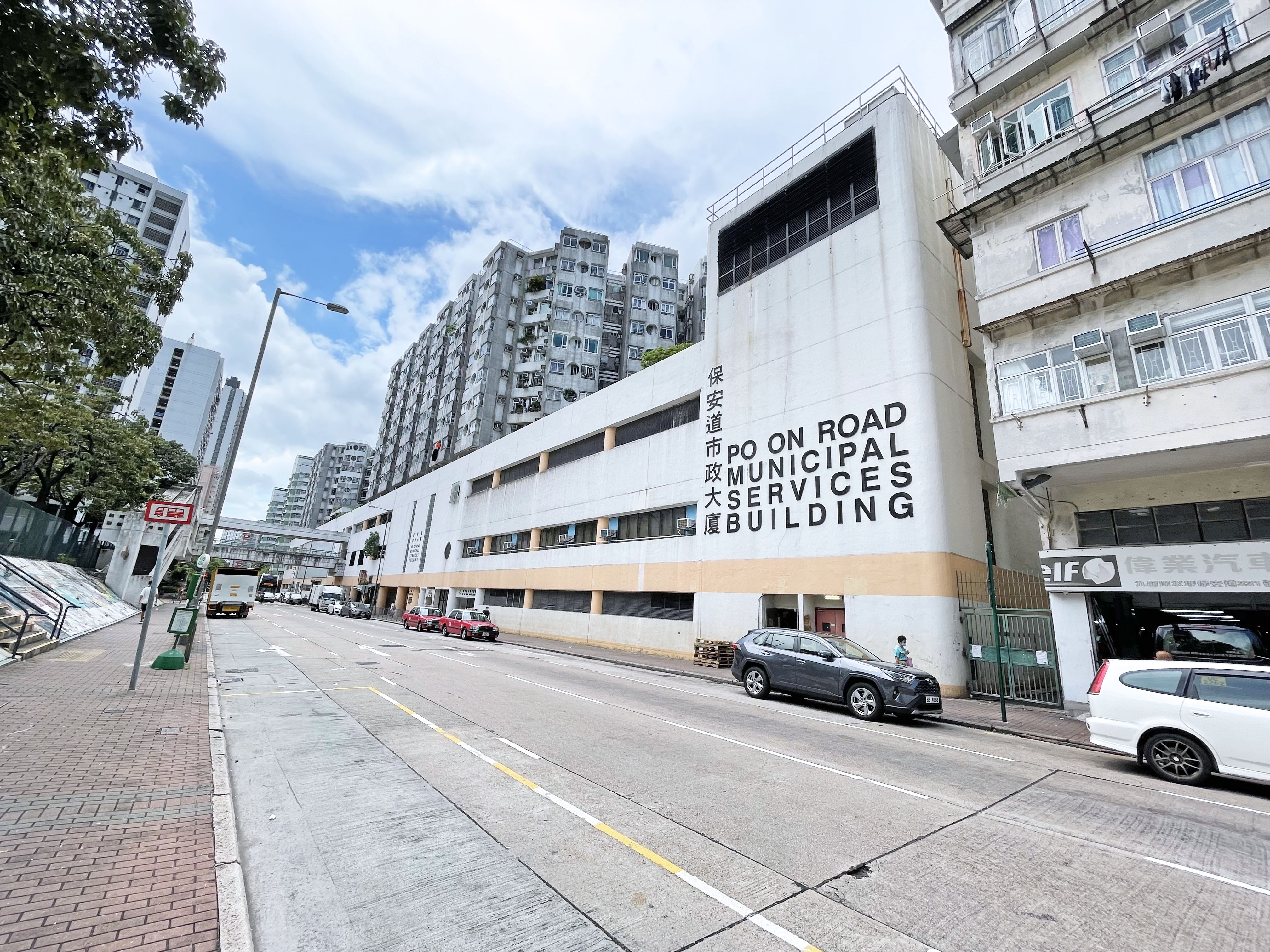
保安道市政大廈外觀

保安道（英語：Po On Road）是香港九龍長沙灣的一條道路，由營盤街交界向西北方延伸，至永康街與永愛道交界止，全長約920米，兩端靠近山坡。
街道兩旁被發展為住宅區，另由於二次大戰前後大力發展，樓宇老化問題從上世紀80年代起受到關注，有關部門或私人樓宇的業主把舊式樓宇拆卸重建，今日的樂年花園、李鄭屋邨、寶熙苑、麗寶花園等，便是過去的重建項目。至2002年中，市區重建局宣布動用大約4億6500萬元重建保安道、昌華街、順寧道及興華街範圍內的舊樓，重建後的新樓盤豐盛居 在2008年中推售，反應理想。時至今日，保安道最舊的樓宇是門牌343-371號；全部都是樓齡高逾50年的公務員合作社樓宇。

## 歷史

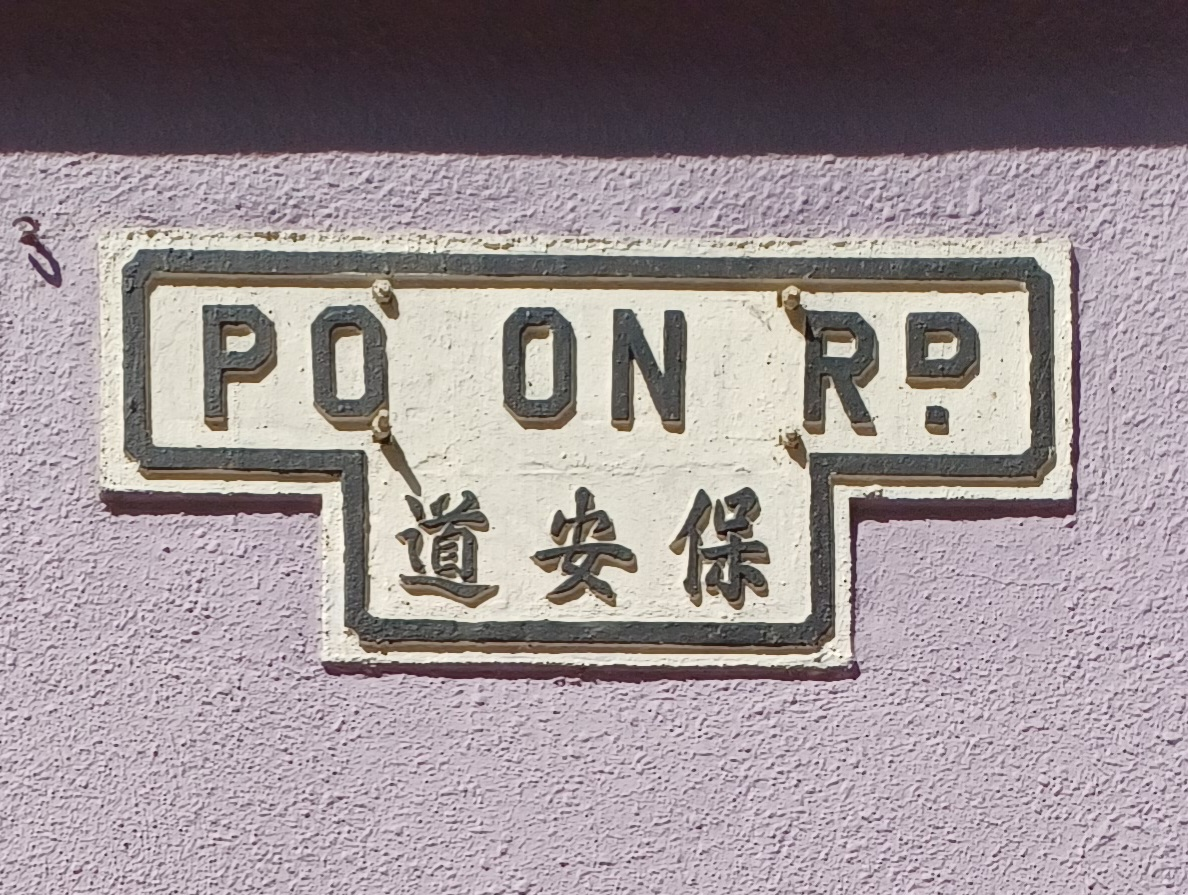
保安道凹角T型街牌

保安道於1934年2月9日，正式刊憲命名名稱為「普安道」，但其後出現寶安道或保安道之稱。位於五邑工商總會學校的「保安道」凹角T型街名牌，則在該校於1957年落成時釘上該校外牆，因此亦能印證兩街名曾混合使用。坊間流傳之說法指出，在六七暴動後，港府認為保護市民安居樂業極為重要，故將寶安道改為保安道，英文名稱則不變。然而，1970年曾有報章拍攝當時的新街名牌，同時出現寶安道及保安道兩個名稱的情況。

## 交匯道路
- 營盤街
- 東沙島街
- 東京街
- 永隆街
- 發祥街
- 長發街
- 興華街
- 昌華街
- 永愛道
- 永康街

## 沿線建築物
- 喜雅
- 美寧中心
- 樂年花園
- 漢花園
- 李鄭屋邨
- 寶麗苑
- 保安道市政大廈
- 蘇屋邨
- 明愛醫院

（页面存档备份，存于）

## 圖集

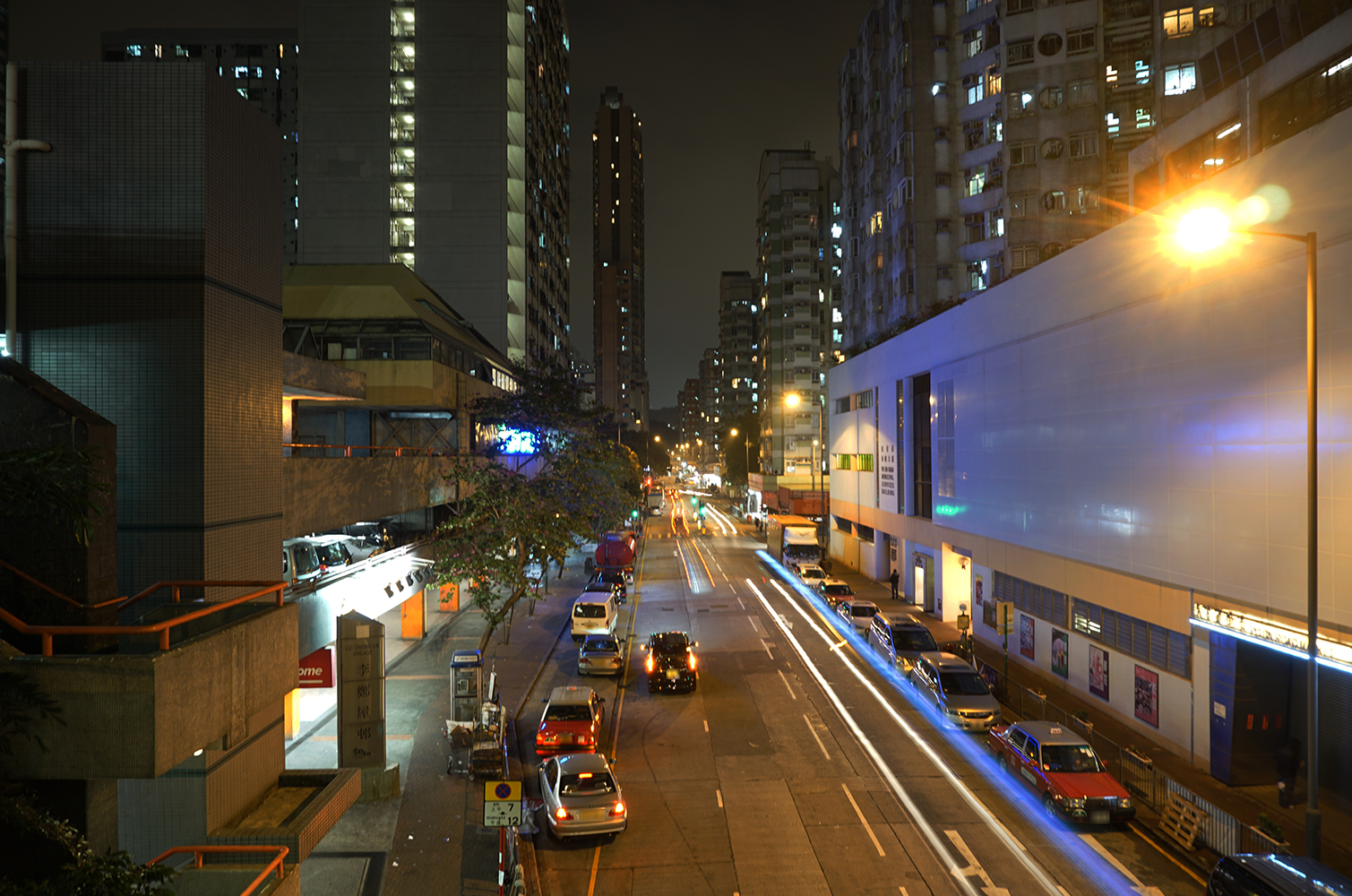
保安道東段
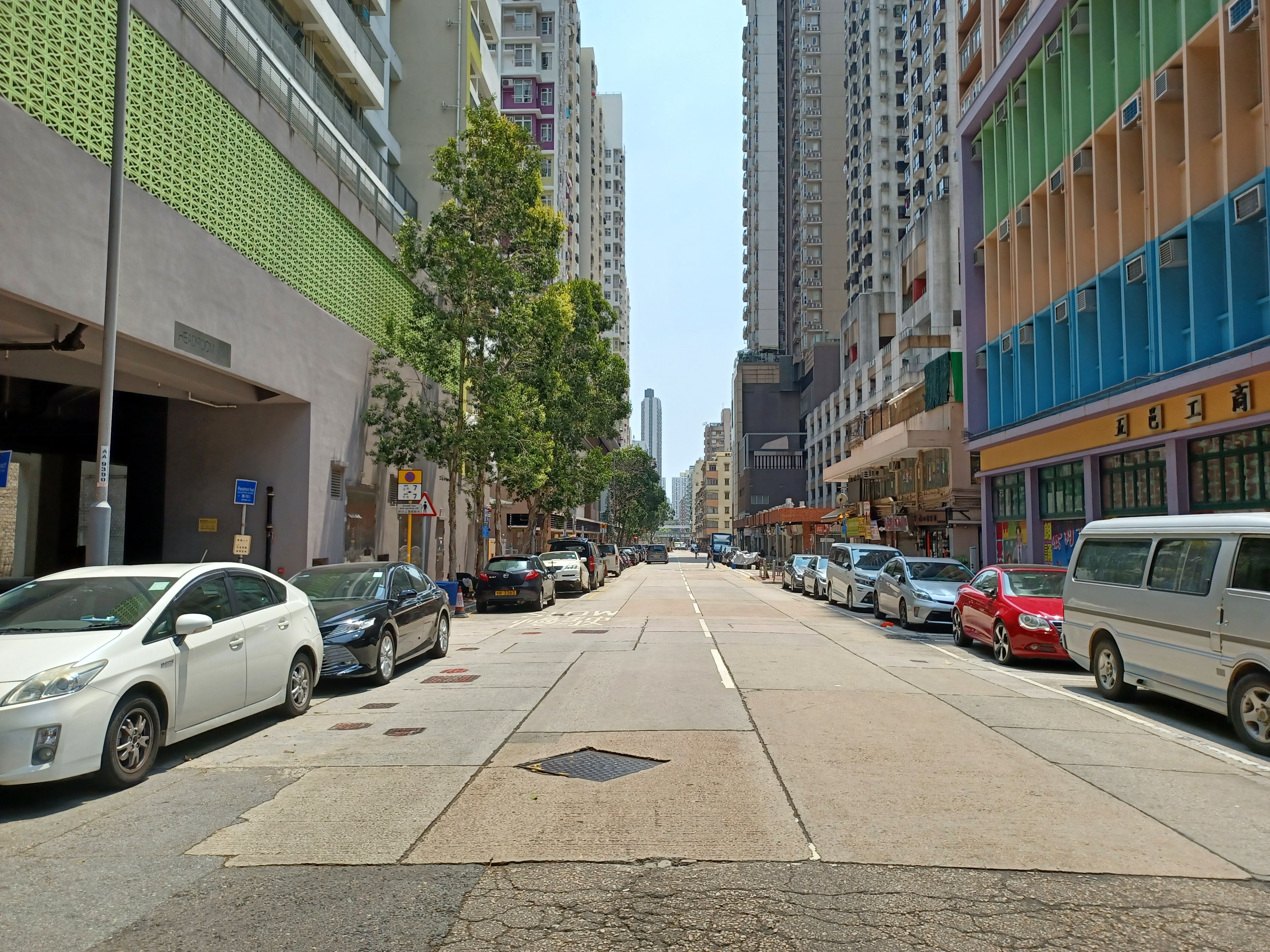
保安道近五邑工商總會學校及永康街段
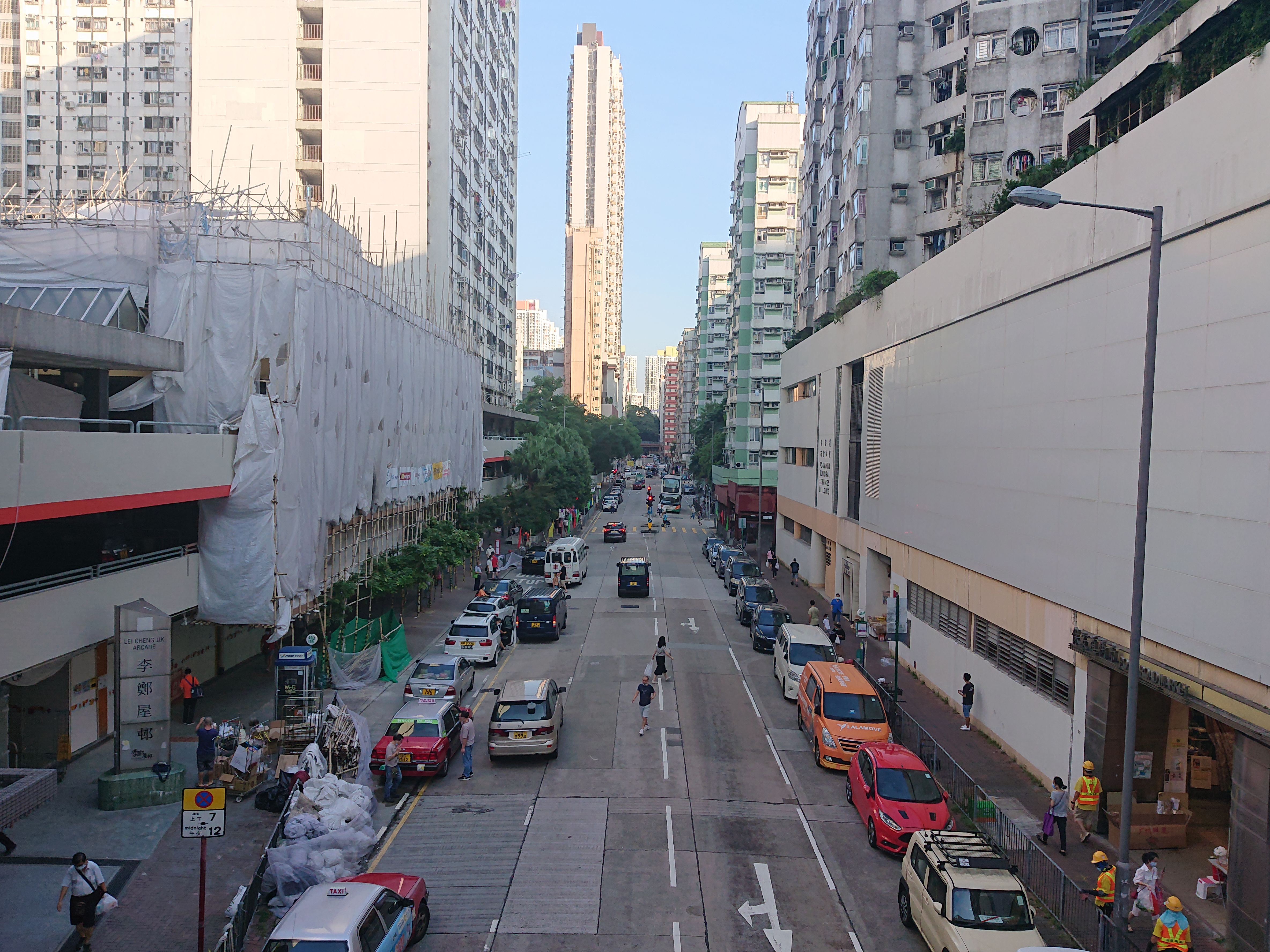
保安道近永隆街段
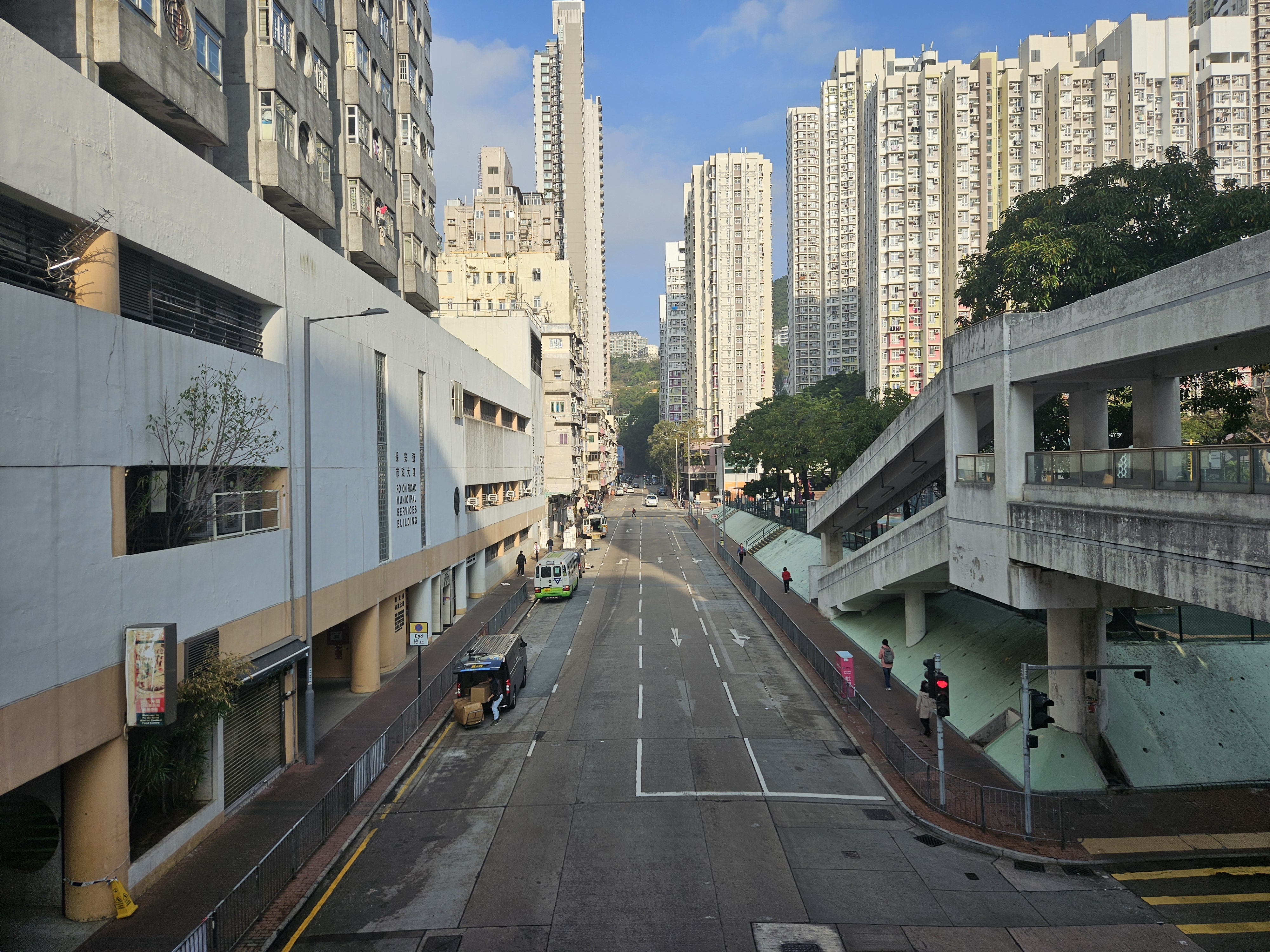
保安道近發祥街段
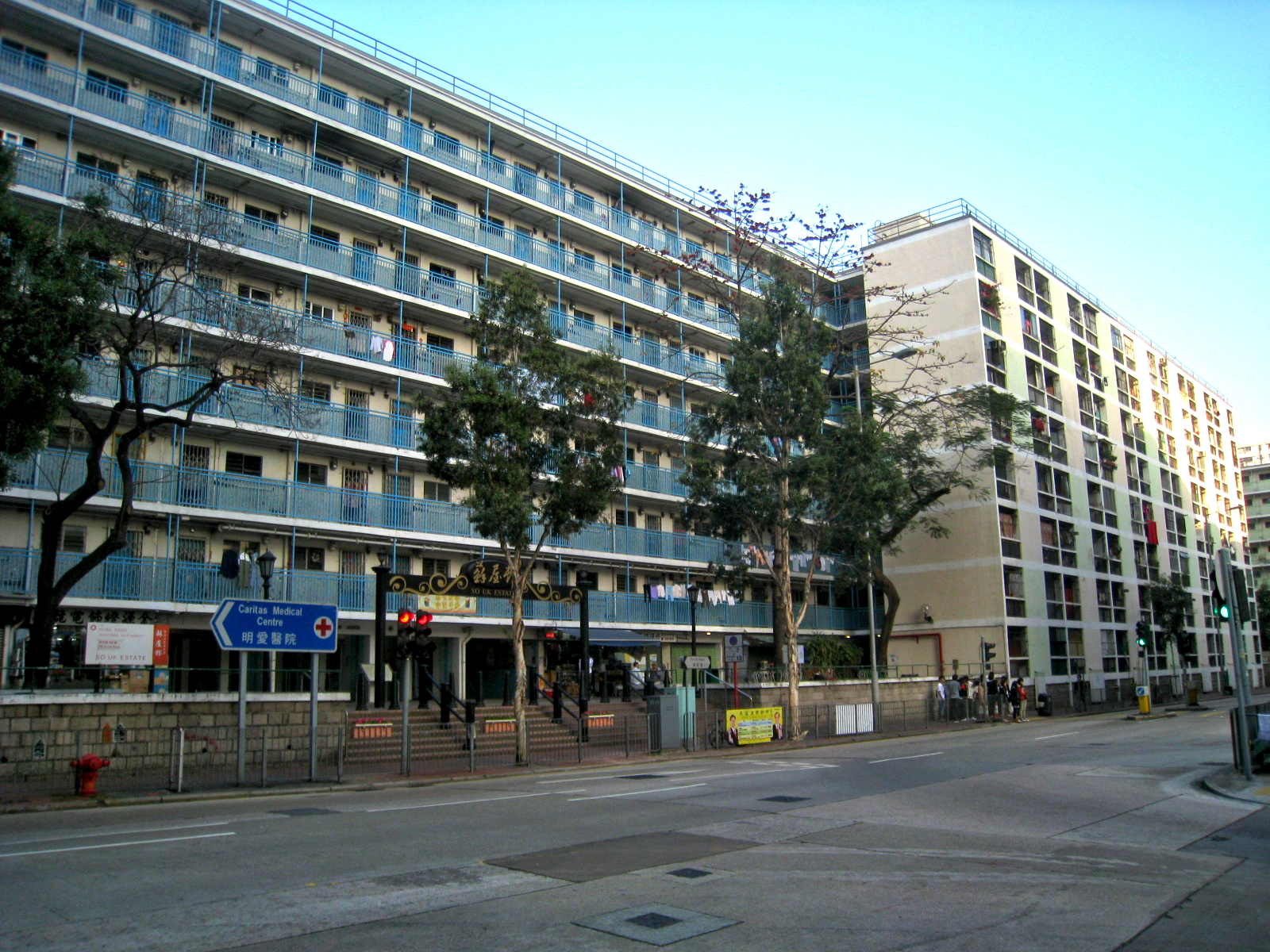
保安道與重建前的蘇屋邨外貌（2009年）

## 外部連結
- 市區重建局
- 香港地方: 建設及建築物－市區重建計劃（页面存档备份，存于）